# Ейвон-бай-те-Сі (Нью-Джерсі)
Ейвон-бай-те-Сі (англ. Avon-by-the-Sea) — місто (англ. borough) в США, в окрузі Монмаут штату Нью-Джерсі. Населення — 1933 особи (2020).

## Географія
Ейвон-бай-те-Сі розташований за координатами 40°11′29″ пн. ш. 74°0′54″ зх. д. / 40.19139° пн. ш. 74.01500° зх. д. (40.191418, -74.015105).  За даними Бюро перепису населення США в 2010 році місто мало площу 1,40 км², з яких 1,10 км² — суходіл та 0,30 км² — водойми.

### Клімат
| Клімат : Ейвон-бай-те-Сі | Клімат : Ейвон-бай-те-Сі | Клімат : Ейвон-бай-те-Сі | Клімат : Ейвон-бай-те-Сі | Клімат : Ейвон-бай-те-Сі | Клімат : Ейвон-бай-те-Сі | Клімат : Ейвон-бай-те-Сі | Клімат : Ейвон-бай-те-Сі | Клімат : Ейвон-бай-те-Сі | Клімат : Ейвон-бай-те-Сі | Клімат : Ейвон-бай-те-Сі | Клімат : Ейвон-бай-те-Сі | Клімат : Ейвон-бай-те-Сі | Клімат : Ейвон-бай-те-Сі |
| Показник                 | Січ.                     | Лют.                     | Бер.                     | Квіт.                    | Трав.                    | Черв.                    | Лип.                     | Серп.                    | Вер.                     | Жовт.                    | Лист.                    | Груд.                    | Рік                      |
| Середній максимум, °C    | 4,4                      | 5,9                      | 9,6                      | 14,8                     | 20,1                     | 25,3                     | 28,3                     | 27,6                     | 24,2                     | 18,4                     | 12,9                     | 7,3                      | 16,6                     |
| Середня температура, °C  | 0,2                      | 1,6                      | 4,9                      | 10,1                     | 15,5                     | 20,7                     | 23,8                     | 23,3                     | 19,6                     | 13,6                     | 8,5                      | 3,2                      | 12,1                     |
| Середній мінімум, °C     | −3,9                     | −2,9                     | 0,4                      | 5,4                      | 10,8                     | 16,2                     | 19,4                     | 18,9                     | 15,1                     | 8,7                      | 4,1                      | −1,1                     | 7,7                      |
| Норма опадів, мм         | 92                       | 78                       | 103                      | 103                      | 92                       | 92                       | 119                      | 116                      | 89                       | 97                       | 100                      | 102                      | 1185                     |
| Вологість повітря, %     | 64.6                     | 61.7                     | 60.3                     | 62.0                     | 65.7                     | 70.3                     | 69.9                     | 71.5                     | 71.6                     | 69.4                     | 67.5                     | 65.3                     | 66.7                     |
| ------------------------ | ------------------------ | ------------------------ | ------------------------ | ------------------------ | ------------------------ | ------------------------ | ------------------------ | ------------------------ | ------------------------ | ------------------------ | ------------------------ | ------------------------ | ------------------------ |
| Джерело: PRISM           |                          |                          |                          |                          |                          |                          |                          |                          |                          |                          |                          |                          |                          |

## Демографія
Згідно з переписом 2010 року, у селищі мешкала 1901 особа в 901 домогосподарстві у складі 477 родин. Було 1321 помешкання
Расовий склад населення:
| - 96,9 % — білих - 0,6 % — азіатів - 0,3 % — чорних або афроамериканців - 1,3 % — осіб інших рас |

До двох чи більше рас належало 0,8 %. Частка іспаномовних становила 3,7 % від усіх жителів.
За віковим діапазоном населення розподілялося таким чином: 16,8 % — особи молодші 18 років, 59,3 % — особи у віці 18—64 років, 23,9 % — особи у віці 65 років та старші. Медіана віку мешканця становила 49,1 року. На 100 осіб жіночої статі у селищі припадало 89,5 чоловіків;  на 100 жінок у віці від 18 років та старших — 83,5 чоловіків також старших 18 років.
Середній дохід на одне домашнє господарство  становив 128 655 доларів США (медіана — 71 513), а середній дохід на одну сім'ю — 188 246 доларів (медіана — 103 194). Медіана доходів становила 79 688 доларів для чоловіків та 52 069 доларів для жінок. За межею бідності перебувало 3,3 % осіб, у тому числі 3,4 % дітей у віці до 18 років та 0,2 % осіб у віці 65 років та старших.
Цивільне працевлаштоване населення становило 874 особи. Основні галузі зайнятості: освіта, охорона здоров'я та соціальна допомога — 26,2 %, фінанси, страхування та нерухомість — 16,5 %, науковці, спеціалісти, менеджери — 11,0 %, роздрібна торгівля — 9,6 %.